# なまラテ
『なまラテ』は、山陰放送（BSS）で2020年1月14日から2021年3月24日まで生放送されていた情報番組。BSSテレビとBSSラジオにてサイマル放送されていた。

## 概要
山陰地方の話題等に関する情報を紹介する。
放送当時（2020年～2021年）、民放では唯一のラジオ・テレビ同時放送だった。

## 出演者
以下はいずれもキャスター。後述するコーナーでゲストが出演する。

### 現在
- 宇田川修一（BSSアナウンサー、火曜）
- 中島早也佳（同上、火・水曜）
- 藤井美音（Chelip、水曜、2020年12月〜2021年3月）

### 過去
- 森田初実（当時BSSアナウンサー、火曜）

## 主なコーナー
- なまラテトークタイム
  - 様々なジャンルに関して、ゲストを迎え、話題を紹介する。
- 山陰エンタメざんまい
  - 山陰地方の音楽や文化、芸術、観光等の情報を紹介する。
- 重いコンダラ

## テーマ曲
- オープニングテーマ - ジャクソン5「ABC」（モータウン）
- エンディングテーマ - seven oops「この島で」（徳間ジャパンコミュニケーションズ）
最終回にメンバーのNANAEがリモート出演。